# Huayangosaurus
A Huayangosaurus a stegosaurus dinoszauruszok egyik neme, amely a középső jura időszakban, a bath és callovi korszakok idején, mintegy 165 millió évvel ezelőtt élt Kínában, 20 millió évvel ismertebb rokona, az észak-amerikai Stegosaurus megjelenése előtt. A neve (a felfedezőhelyéül szolgáló) Szecsuan tartomány másik nevéből Huayangból (Huajang) és az ógörög σαυρος / szaürosz 'gyík' szóból származik. 4,5 méteres hosszával jóval kisebb volt a Stegosaurusnál. A Huayangosaurust a középső jura időszaki Shaximiao (Sahszimiao) Formáció alsó részén találták meg a sauropodák közé tartozó Shunosaurusszal, Datousaurusszal, Omeisaurusszal és Protognathosaurusszal, az ornithopodák közé tartozó Xiaosaurusszal és egy húsevővel, a Gasosaurusszal együtt.

## Anatómia

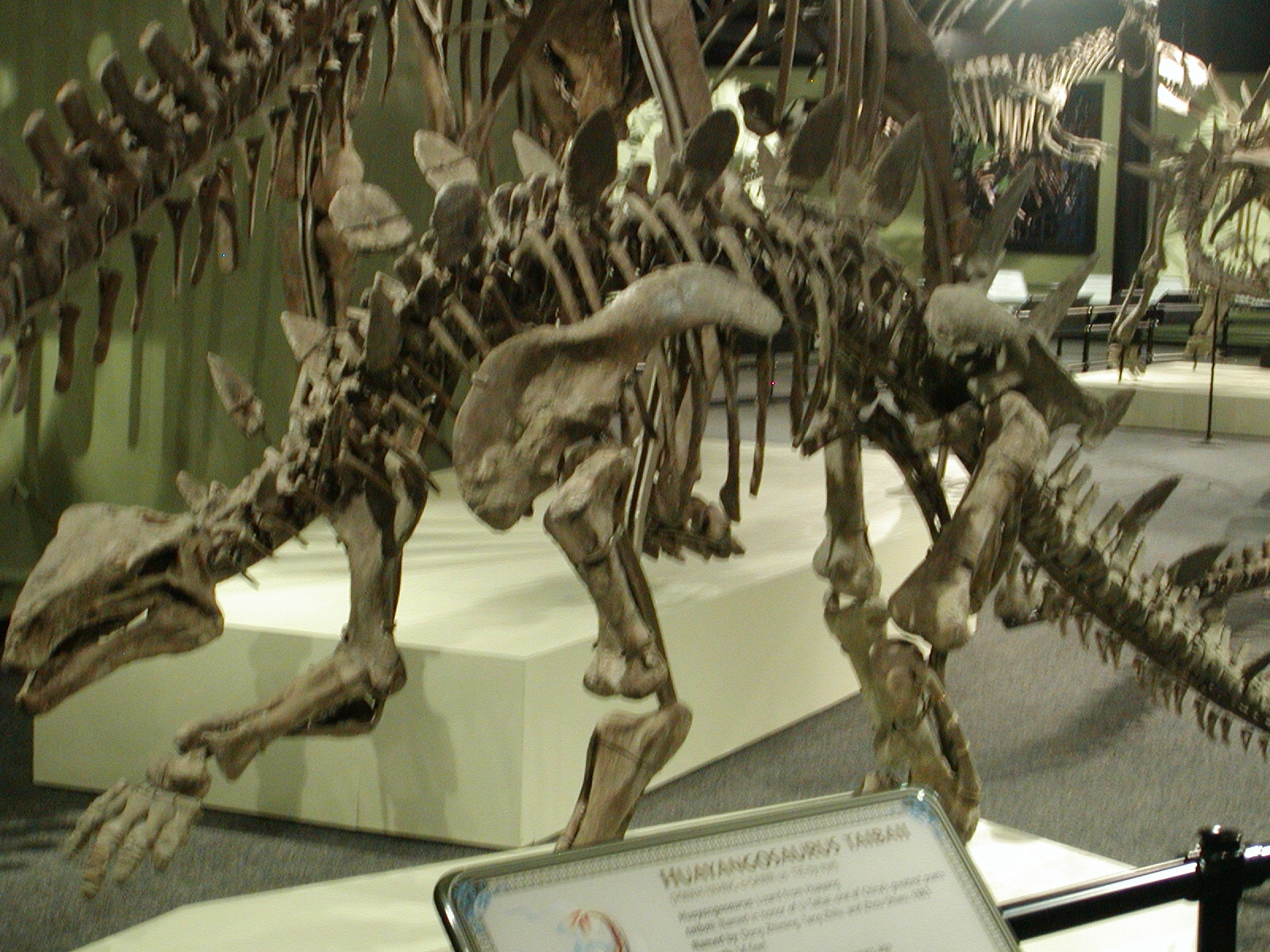
A Huyangosaurus taibaii csontváza a Pekingi Természetrajzi Múzeumban

A többi stegosaurushoz hasonlóan a Huayangosaurus négy lábon járó, kis koponyával és faroktüskékkel rendelkező növényevő volt. Ismertebb rokonához, a Stegosaurushoz és a csoport többi tagjához hasonlóan a Huayangosaurus két sor egyedi lemezt viselt. A lemezek függőlegesen álltak az állatok háta mentén. A Huayangosaurus lemezei sokkal tüskeszerűbbek voltak a Stegosauruséinál. Azonban a Stegosaurushoz hasonlóan két pár hosszú, vízszintes tüske helyezkedett el a farkán. A Huayangosaurus 4,5 méteres hosszával az egyik legkisebb ismert stegosaurus volt.

## Felfedezés és fajok

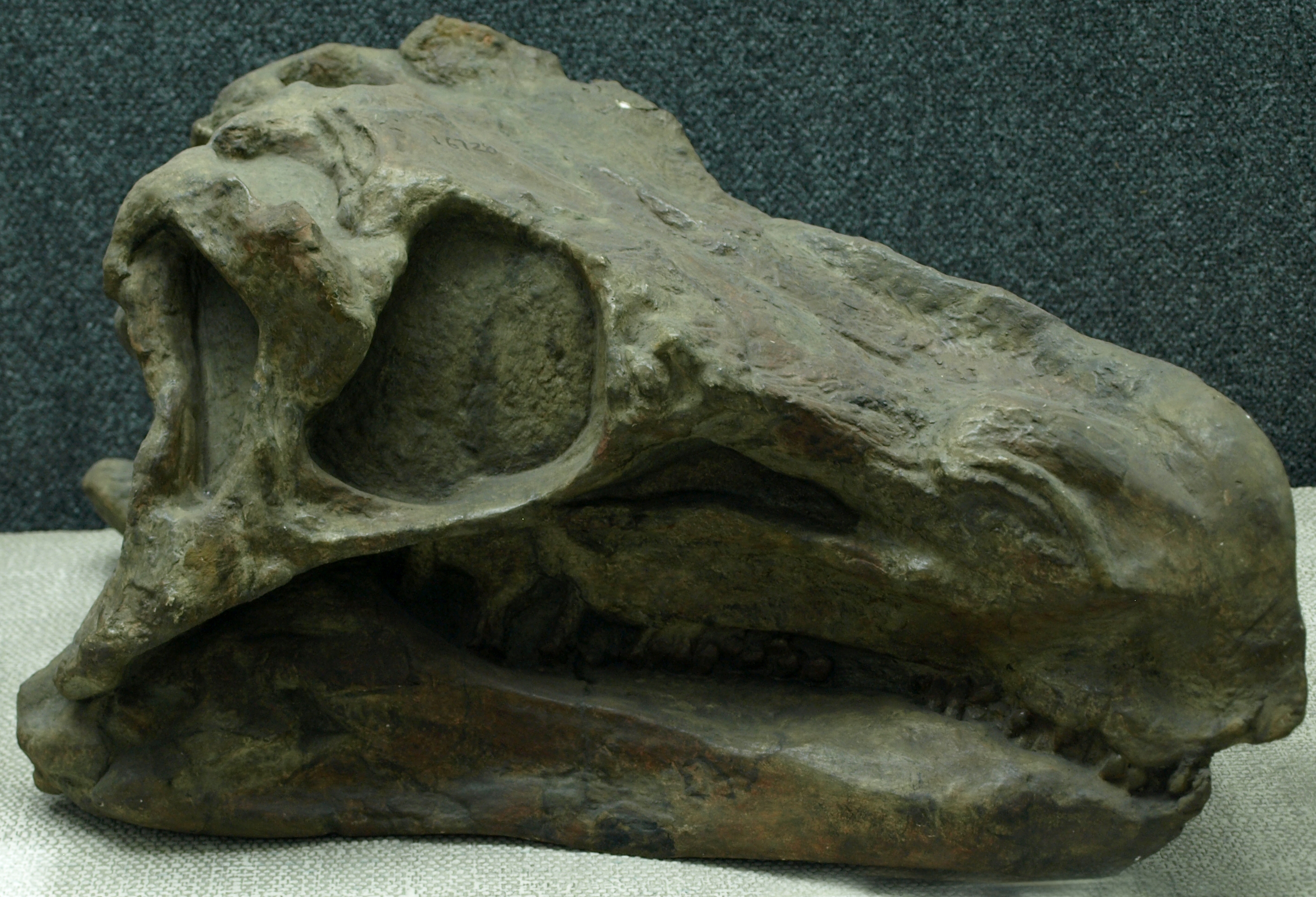
A Huayangosaurus taibaii koponyája a Kínai Őszoológiai Múzeum kiállításán

A Huayangosaurus maradványai tizenkét példány alapján ismertek, melyeket a Dashanpu (Tasanpu) lelőhelyen fedeztek fel a szecsuani Zigong közelében, nevüket pedig Dong Zhiming (Tung Cse-ming), Tang Zilu (Tang Ce-lu), és Zhou Shiwu (Csou Si-vu) alkotta meg 1982-ben. A típusfaj a H. taibaii.
A Huayangosaurus felállított csontvázai a Zigong Dinoszaurusz Múzeum kiállításának részét képezik Zigongban és a Chongqingi (Csungcsing) Községi Múzeumban, a kínai Szecsuan tartományban.

## Osztályozás
A legbazálisabb stegosaurusként saját, Huayangosauridae nevű családjában helyezték el. Alaktanilag különbözik a későbbi stegosauridáktól. A koponyája szélesebb volt, és a szája elején premaxilláris fogak voltak. Ezek a fogak az összes későbbi stegosaurusnál hiányoznak.

## Ősbiológia

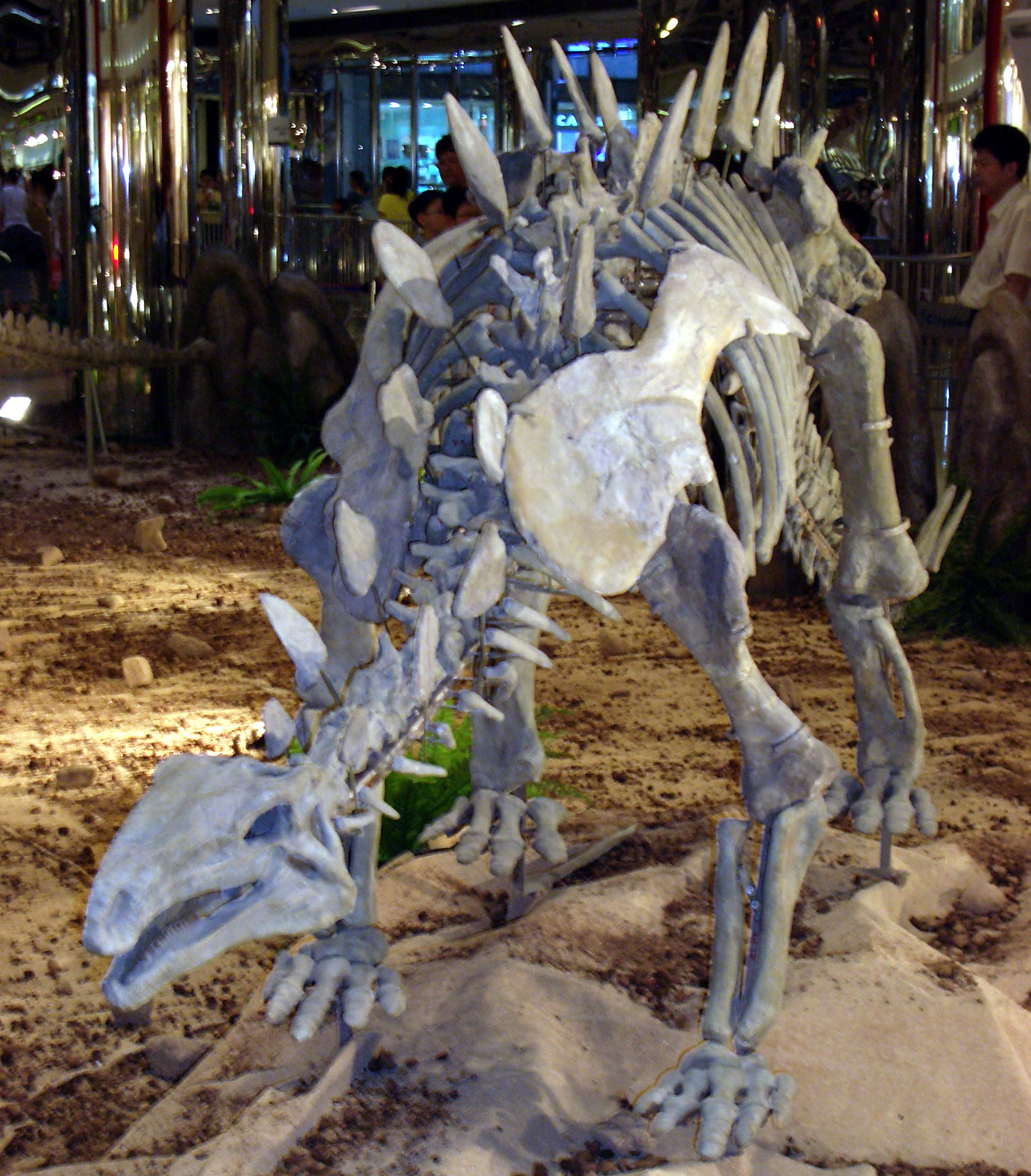
A Huayangosaurus tianfuensis Hong Kongban

Sok más stegosaurushoz hasonlóan a hátán lemezek sorakoztak, a farkából pedig tüskék álltak ki. A csípője felett két nagy tüske helyezkedett el, amik talán a fentről jövő támadás elhárítására szolgáltak (és a későbbi stegosaurusoknál megrövidültek). A lemezei kisebbek voltak a Stegosauruséinál, és a felületük is jóval elmaradt azokétól. Emiatt sokkal kevésbé hatékony hőszabályzó lehetett, ha a feltételezésnek megfelelően valóban ez volt a feladata.

## Fordítás
- Ez a szócikk részben vagy egészben a Huayangosaurus című angol Wikipédia-szócikk ezen változatának fordításán alapul.  Az eredeti cikk szerkesztőit annak laptörténete sorolja fel. Ez a jelzés csupán a megfogalmazás eredetét és a szerzői jogokat jelzi, nem szolgál a cikkben szereplő információk forrásmegjelöléseként.